# 1608 en France
Chronologie de la France
- 1604
- 1605
- 1606
- 1607
- 1608
- 1609
- 1610
- 1611
- 1612

## Événements
- 20 décembre 1607-mars 1608 : hiver très rude (appelé le Grand Hiver)[1] ; dans le Sud de la France, le Rhône est gelé.
- 1er janvier : inauguration de la galerie qui relie le Louvre aux Tuileries[2].

- 2 janvier : Edmond Richer est élu syndic de la faculté de théologie de Paris[3] (fin en 1612).
- 23 janvier : traité de la Haye ; alliance défensive entre la France et les Provinces-Unies négociée par Pierre Jeannin[4].

- 8 mars : mort de René Benoît, curé de Saint-Eustache. Le père jésuite Coton devient confesseur ordinaire du roi Henri IV de France[5] (« Jarnicoton ! »).
- 25 mars : Annonciation. Début de la réforme de l’abbaye de Port-Royal des Champs par la mère Angélique Arnauld, après le sermon du père Basile[6].
- Mars : arrivée des Ursulines à Paris[7].

- 1er - 16 octobre : assemblée politique des protestants à Jargeau[8].
- 22 décembre : lettres patentes relatives aux logements et ateliers ouverts à l’attention d’artistes d’élite dans l’entresol de la grande galerie du Louvre, enregistrées le 9 janvier 1609[9],[10].

- Catherine de Vivonne, marquise de Rambouillet, anime le salon de l’Hôtel de Rambouillet, haut-lieu de la préciosité[11].
- Projet d’aménagement de la place de France à Paris, interrompu par la mort du roi[12].